# Sjösalaboken
Sjösalaboken. Nya dikter och melodier. är en vissamling av Evert Taube utgiven på Bonniers 1942. Musikarrangemangen för luta, gitarr eller piano är av Lille Bror Söderlundh och illustrationerna av Roland Svensson.

## Innehåll
- Företal

Hemmet och landskapet
- Morgon efter regn
- Gammelvals i Roslagen
- Nigande vals
- Rönnerdahl på Pampas
- Sjösala vals
- Britta. Soldatvisa
- Eko

Stockholmsnöjen
- Rosa på bal
- Tango Rosa
- Den Gyldene Freden

Reseminnen
- Rönnerdahl målar
- De kristallklara bäckarna